# Neobisioidea
Neobisioidea là siêu họ Bọ cạp giả. Siêu họ chứa 7 họ:
- Bochicidae
- Gymnobisiidae
- Hyidae
- Ideoroncidae
- Neobisiidae
- Parahyidae
- Syariniidae
- Vachoniidae